# Гутторм I Сигурдссон
Гутторм I Сигурдссон (норв. Guttorm av Noreg, 1199 — 12 августа 1204) — король Норвегии из династии Хорфагеров (2 января — 12 августа 1204), внебрачный сын принца Сигурда Лаварда (ок. 1175—1200) и внук норвежского короля Сверрира I Сигурдссона (1184—1202). Принадлежность его деда к династии Хорфагеров не доказана.

## Биография
Сигурд Лавард был старшим сыном и верным сподвижником своего отца Сверрира в его противостоянии с баглерами. В 1200 году Сигурд Сверриссон скончался, оставив после себя младенца Гутторма.
В 1202 году умирает Сверрир, дед Гутторма. Новым конунгом Норвегии становится Хокон III Сверриссон, второй сын Сверрира и дядя Гутторма.
1 января 1204 года после недолгого правления Хокон III скончался, вероятно, отравленный своей мачехой Маргаретой Шведской. Он не был женат, но имел одного внебрачного сына (Хокона), родившегося после его смерти.
На следующий день биркебейнеры провозгласили новым королём Норвегии малолетнего Гутторма, внука Сверрира. Поскольку Гутторм был еще ребёнком, фактическими правителеми государства стали ярл Хокон Безумный (ум. 1214) и Пётр Истребитель (ум. 1213), племянники Сверрира.
Когда стало известно о смерти Хокона III Сверрессона, в Дании оживились баглеры. Они объединились вокруг нового претендента, Эрлинга Магнуссона Каменной Стены, и при поддержке датского короля Вальдемара II стали готовить новое вторжение в Норвегию.
Весной 1204 года Эрлинг Каменная Стена со своими сторонниками приплыл в Норвегию и подчинил своей власти область Викен. На его стороне находился епископ Осло Николас.
В июне того же года датский король Вальдемар II Победоносный со своим войском прибыл в Тунберг, где встретился с претендентом Эрлингом и епископом Николасом. На тинге при поддержке Вальдемара Датского Эрлинг Каменная Стена был провозглашён новым конунгом, а Филипп Симонссон, племянник Николаса, стал ярлом. Датский конунг передал Эрлингу 35 боевых кораблей и вернулся домой. На сторону Эрлинга Каменной Стены перешли многие знатные лендрманны из Викена. Многие биркебейнеры отступили из Вика на север в Тронхейм и Берген.
12 августа 1204 года малолетний норвежский конунг Гутторм скончался в Тронхейме. В его внезапной смерти подозревался регент Хокон Безумный, женившийся на Кристине, дочери Маргареты Шведской, жены Сверрира, и претендовавший на королевский престол. Однако на тинге новым конунгом Норвегии биркебейнеры избрали Инге II Бордссона, племянника Сверрира Сигурдссона.